# 경성대학교
경성대학교(慶星大學校, Kyungsung University)는 부산광역시 남구 대연3동에 있는 사립 종합 대학이다. 김길창 목사에 의해 1955년 개신교 정신에 입각하여 설립되었으며, 2021년 기준으로, 총장은 13대 송수건 총장이다.
교훈은 ‘진리·봉사·자유’이며, 매년 5월에 ‘용연축전’과 10월에 ‘용연학연제’를 개최하고 있다. 체육분야에서는 야구·탁구·수영·육상·레슬링 종목에서 국가대표급 선수를 배출하고 있으며 활동이 활발하다.

## 연혁
1955년 5월에 김길창 목사가 개신교 정신을 바탕으로 한 교육자 양성을 목적으로 경남사범대숙을 설립하였다. 당시 학교는 야간부 4년제로 국어국문학과, 영어영문학과, 수학과, 가정학과 등 4개학과가 개설되었다. 서대신동 3가 184번지를 첫 교사로 하여 초대 학장으로 김길창 목사가 취임하였다.
1963년, 한성여자실업초급대학으로 개편 인가를 받아 음악과, 미술과, 체육과, 보육과 등 4개 학과로 개편되어 부산 중구 대청동1가로 교사를 이전하였다. 그 해 재단법인 경남대학교육원을 한성학원으로 명칭을 변경하였으며 2부(야간) 3개학과를 신설하여 의상과, 음악과, 보육과를 신설하였다.
1966년 영도구 영선동 신교사로 이전하였으며, 1967년 도서관을, 1972년 박물관을 개관하였다. 1973년에 이르러 현 캠퍼스인 대연동으로 이전하였으며, 1979년 4년제 대학으로 개편인가 및 부산산업대학으로 교명을 변경하였다. 본 캠퍼스에 있는 도서관은 1982년 처음으로 개관하였다. 1983년 종합대학교로 승격되어 1988년 경성대학교로 교명을 변경하였다.
- 2011년 : 교육과학기술부 선정 정부재정지원제한대학[1]

## 교육편제

### 학부
경성대학교는 문과대학, 사회과학대학, 상경대학, 이과대학, 공과대학, 약학대학, 예술종합대학, 창의인재대학 등 8개 대학을 설치하고 학부 전공을 제공하고 있다.

### 대학원
경성대학교는 일반대학원과, 교육대학원 복지대학원 등 특수대학원 2개원을 설립하고 있다.